# Lincón
Lincón fue un destacado cacique pampa del sur de la provincia de Buenos Aires, que participó en las luchas tanto a favor como en contra de los ejércitos bonaerenses que atacaban a los indígenas. Fue también el nombre de otros tres caciques de la misma nacionalidad, que presuntamente fueron sus antepasados y su sucesor.

## Primer Lincón
Conocido como Lincón o Linco Nahuel, en 1770 estaba asentado en la sierra de Cairú. Participó de un parlamento en la laguna de los Huesos, con el maestre de campo Manuel Pinazo; mientras estaba ausente, el cacique Guayquitripay atacó sus tolderías y las saqueó. En respuesta, Pinazo lanzó una campaña contra los tehuelches, a la que se sumaron varios caciques, entre ellos Lincón, que llegó a reunir alrededor de mil indios de lanza.
No obstante, los tehuelches habían huido, de modo que sólo lograron hacer dos matanzas de tehuelches: en la primera murieron ciento dos indios, y en la segunda ciento cincuenta, incluido el cacique Guayquitripay. Al parecer Pinazo se había excedido, y los indígenas huyeron en masa de él, debido a la crueldad con que trataba a sus vencidos, a quienes nunca aceptaba siquiera una rendición.
Uno de los pocos que no lo abandonaron fue Lincón, ocasión que Pinazo aprovechó para acusarlo de traición y mandarlo matar, a fines de 1771.

## Segundo Lincón
Heredero del primer Lincón y llamado Lincón Pangui, firmó un tratado de paz con el gobernador de Buenos Aires, y se mantuvo en esa situación hasta 1780. Ese año hubo una invasión de mil indígenas, en la que Lincón no tuvo nada que ver, pero igualmente fue arrestado y enviado preso a la isla Martín García. Sus toldos fueron atacados por el gobernador de Córdoba, Andrés Maestre, y sus hombres de lanza y de chusma diezmados. Seguramente siguió siendo cacique, pero su poder había disminuido considerablemente.

## Lincón, cacique general
Como sus antecesores, estaba ubicado en el camino a Salinas Grandes; pero, a diferencia de aquéllos, tenía varios cientos de hombres de lanza. Salió al encuentro de la expedición de Pedro Andrés García a Salinas Grandes, y tuvo algunos altercados con el coronel. De hecho, García temió ser atacado en Salinas Grandes, por lo que reunió a los caciques cercanos, que protestaron enérgicamente; el único que se disculpó fue Lincón.
En 1820, Lincón y Avouné fueron los primeros caciques en hacerse eco de la política del ex gobernante chileno José Miguel Carrera, y que rechazaron el tratado de Miraflores. Participó en el gran malón de Salto y siguió a Carrera hasta que éste se decidió a marchar hacia Mendoza en busca de algún modo de pasar a Chile, pero donde –en cambio– encontró la muerte.
Colaboró en una segunda expedición del coronel García, y más tarde con la segunda expedición del gobernador Martín Rodríguez. No obstante, fundó sin permiso de los indios el Fuerte Independencia, que fue interpretado por éstos como una usurpación de tierras ajenas. Es por eso que varias parcialidades atacaron el fuerte; cuando Lincón estaba al frente de su gente atacando la futura ciudad de Tandil fue alcanzado por una bala de cañón y muerto.

## Lincón, el cuarto de su nombre
Nombrado comandante de campaña, Juan Manuel de Rosas llamó a un parlamento en Pigüé a los caciques más importantes del sur de Buenos Aires, entre ellos a Negro o Chanel y a Lincón. También participó en un parlamento en el sur de Córdoba, en la laguna del Guanaco.
En septiembre de 1826, el coronel Andrés Morel, de Bahía Blanca, persiguió largamente a un malón que se acercó al río Salado, pero fue sorprendido por unos 700 lanceros del cacique Mulato, que lo derrotaron en la estancia Los Toldos Viejos –en ese momento, partido de Dolores, pero actualmente parte del partido de Pila– y causó además un desbande y rebelión de sus soldados. Eso justificó la exagerada reacción del gobierno porteño, que envió una expedición al mando del coronel Federico Rauch, que desencadenó una masacre tras otra, negándose siquiera a perdonar a los rendidos ni a la "chusma" –las mujeres y niños. En enero de 1827 atacó la toldería de Lincón, que se defendió como pudo, hasta que finalmente se presentó a parlamentar con Rauch. Éste hubiese querido matarlo, pero fue convencido por los caciques Catriel y Chañil de aceptar su voluntad de paz.
Durante los años siguientes casi no existe documentación alguna acerca de él. Apenas un episodio del año 1828, en que un sargento y algunos soldados fueron tomados prisioneros por indígenas de Lincón, Pichiloncoy y Ancafilú, que decidieron sacrificarlos ritualmente. Por suerte para ellos, el ritual incluía una borrachera, y durante la misma alguien los puso en libertad y pudieron huir.